# كوينيزوكائين
كزينيزوكائين Quinisocaine 

 (INN) أو dimethisoquin (الحظر وأوسان) هو علاج مخدر موضعي يستخدم كمضاد للحكة.